# A szerelem aromája (teleregény)
A szerelem aromája (eredeti cím: Café con aroma de mujer) 2021-es kolumbiai telenovella, amelyet Adriana Suárez alkotott. Az 1994-es Café con aroma de mujer sorozat adaptációja. A főbb szerepekben William Levy, Laura Londoño, Carmen Villalobos és Diego Cadavid látható.
Kolumbiában 2021. május 10-én mutatta be a Canal RCN. Magyarországon 2022. május 24-én mutatta be a TV2.

## Cselekmény
Gaviota és édesanyja minden évben Casablancába utaznak a haciendához, hogy leszedjék a gazdag földes kávéját, de remélik, hogy a következő látogatásuk lesz az utolsó, mert  saját földet kapnak. Octavio Vallejo, a hacienda tulajdonosa éppen most halt meg. Gaviota korábban megmentette egy emberrablástól. Octavio megígérte jutalmul, hogy ad neki egy hektár földet, hogy megtermelhesse saját kávéját. Gaviota megpróbálja rávenni a Vallejo családot, hogy tiszteletben tartsák a megállapodást, és találkozik Sebastiánnal, Octavio fiával,  és egymásba szeretnek.

## Szereplők
| Színész              | Szereplő                      | Magyar hang        |
| -------------------- | ----------------------------- | ------------------ |
| William Levy         | Sebastián Vallejo             | Posta Victor       |
| Laura Londoño        | Teresa Suárez "La Gaviota"    | Laudon Andrea      |
| Carmen Villalobos    | Lucía Sanclemente             | Sánta Annamária    |
| Diego Cadavid        | Iván Vallejo                  | Horváth Illés      |
| Lincoln Palomeque    | Leonidas Salinas              | Hamvas Dániel      |
| Luces Velásquez      | Julia de Vallejo              | Orosz Anna         |
| Katherine Vélez      | Carmenza Suárez               | Bertalan Ágnes     |
| Andrés Toro          | Aurelio Díaz                  | Pál Tamás          |
| Mabel Moreno         | Lucrecia Valencia de Castillo | Sallai Nóra        |
| Ramiro Meneses       | Carlos Mario                  | Bozsó Péter        |
| María Teresa Barreto | Marcela Vallejo               | Pekár Adrienn      |
| Laura Archbold       | Paula Vallejo                 | Pataki Szilvia     |
| Juan David Agudelo   | Bernardo Vallejo              | Pálmai Szabolcs    |
| Laura Junco          | Margarita Briceño             | Bogdányi Titanilla |
| Dailyn Valdivieso    | La Maracucha                  | Szabó Zselyke      |
| Caterin Escobar      | Marcia Aguirre                | Csifó Dorina       |
| Marcelo Dos Santos   | Eduardo Sanclemente           | Németh Gábor       |
| Luis Eduardo Motoa   | Octavio Vallejo               | Jakab Csaba        |
| Mario Duarte         | Pablo Emilio                  | Czvetkó Sándor     |
| Jorge López          | Javier                        | Barát Attila       |
| Yarlo Ruíz           | Lemarcus Acosta               | Szalay Csongor     |
| Pedro Gilmore        | Arthur                        | Renácz Zoltán      |
| Raúl Ocampo          | Carlos                        | Molnár Kristóf     |
| Constanza Gutierrez  | Margot                        | Málnai Zsuzsa      |
| Rodrigo Candamill    | Martín Tejeiras               | Tokaji Csaba       |
| Maia Landaburu       | Diana                         | Kelemen Kata       |
| Carlos Manuel Vesga  | Danilo                        | Czető Ádám         |
| Waldo Urrego         | Pedro Alzate                  | Forgács Gábor      |
| María del Rosario    | Aura                          | Vadász Bea         |
| Juan Carlos Cruz     | Wilson Briceño                | Bordás János       |

## Évados áttekintés
| Évad | Évad | Epizód | Eredeti sugárzás | Eredeti sugárzás     | Eredeti adó | Magyar sugárzás | Magyar sugárzás      | Magyar adó |
| Évad | Évad | Epizód | Évadpremier      | Évadfinálé           | Eredeti adó | Évadpremier     | Évadfinálé           | Magyar adó |
| ---- | ---- | ------ | ---------------- | -------------------- | ----------- | --------------- | -------------------- | ---------- |
|      | 1    | 92     | 2021. május 10.  | 2021. szeptember 24. |             | 2022. május 24. | 2022. szeptember 23. | TV2        |

## A sorozat készítése
A gyártás 2020 decemberében kezdődött Kolumbiában. A szereplők listáját 2020. december 4-én jelentette be a People en Español amerikai magazin.